# Tragia pungens
Tragia pungens là một loài thực vật có hoa trong họ Đại kích. Loài này được (Forssk.) Müll.Arg. miêu tả khoa học đầu tiên năm 1866.